# Medvėgalio pievos II
Medvėgalio pievos II este o arie protejată (sit de importanță comunitară — SCI) din Lituania întinsă pe o suprafață de 67,61 ha, integral pe uscat.

## Localizare
Centrul sitului Medvėgalio pievos II este situat la coordonatele 55°37′39″N 22°24′41″E / 55.6275°N 22.4113°E.

## Înființare
Situl Medvėgalio pievos II a fost declarat sit de importanță comunitară în decembrie 2021 pentru a proteja un număr necunoscut de specii din flora spontană și fauna sălbatică aflate în arealul zonei.

## Biodiversitate
Situată în ecoregiunea boreală, aria protejată conține 1 habitat natural: Pajiști fino-scandinave uscate până la mezice, bogate în specii de altitudine mică.
La baza desemnării sitului se află un număr nedeclarat de specii protejate.